# Suburbicariis sedibus
Suburbicariis sedibus (in italiano: Alle sedi suburbicarie) è un motu proprio dell'11 aprile 1962 di papa Giovanni XXIII «sul nuovo ordinamento delle sedi suburbicarie».

## Contenuto
Il documento è strutturato in un'introduzione seguita da sei disposizioni:
- I. Qualsiasi cardinale promosso a una sede suburbicaria ne riceverà il titolo, ma non avrà alcuna potestà di governo su di essa.
- II. Dopo aver preso possesso della diocesi, il cardinale avrà diritto ai seguenti privilegi: prerogative pontificali nella cattedrale della diocesi; trono episcopale adornato secondo le disposizioni del Cerimoniale dei Vescovi; prerogative pontificali nella celebrazione dei riti liturgici e nell'assistere a Messe solenni; la possibilità di essere sepolto nella cattedrale della diocesi dopo la morte; i suoi funerali saranno pagati dal Capitolo della Cattedrale della diocesi, al pari di un vescovo ordinario.
- III. Il cardinale suburbicario, senza impegno, dovrebbe celebrare il sacrificio della messa nella diocesi.
- IV. Il cardinale promosso a una sede suburbicaria diventa cardinale vescovo.
- V. Il governo della diocesi sarà affidato dal Papa ad un vescovo, che sarà il vescovo ordinario della diocesi, con potestà di governo pari a quella che gli altri vescovi residenti hanno nelle loro sedi. Egli sarà chiamato: di Albano, di Ostia, di Porto-Santa Rufina, di Palestrina, di Sabina-Poggio Mirteto, di Frascati, di Velletri-Segni.
- VI. Poiché le sedi suburbicarie sembrano occuparsi di affari non dissimili da quelli della diocesi romana, al cui circondario un tempo appartenevano, i cardinali delle sedi suburbicarie e il Vicario generale per la diocesi di Roma debbono riunirsi in Conferenza secondo le norme stabilite dalla CEI, mantenendo tuttavia la propria indipendenza diocesana.